# Proleb
Proleb é um município da Áustria, situado no distrito de Leoben, na estado da Estíria. Tem 24,48 km² de área e sua população em 2019 foi estimada em 1.550 habitantes.